# Believe (Shooting Stars)
Believe (Shooting Stars) is een nummer van de Nederlandse dj R3hab, het Amerikaanse muziekduo Mufasa & Hypeman en de Nederlandse zangeres Rani uit 2024.
Het nummer bevat een sample uit Shooting Stars van Bag Raiders. Dit nummer word vaak in internetmemes gebruikt, onder andere in een meme uit 2022 waarin Mufasa enthousiast uit zijn auto stapt en al dansend met de auto meeloopt. Deze meme inspireerde R3hab om "Shooting Stars" te samplen en uit te werken tot een eigen nummer.
De plaat werd een bescheiden hit in Nederland en bereikte de 26e positie in de Nederlandse Top 40.

## Tracklijst
Muziekdownload
1. "Believe (Shooting Stars)" - 2:34